# Deszcz

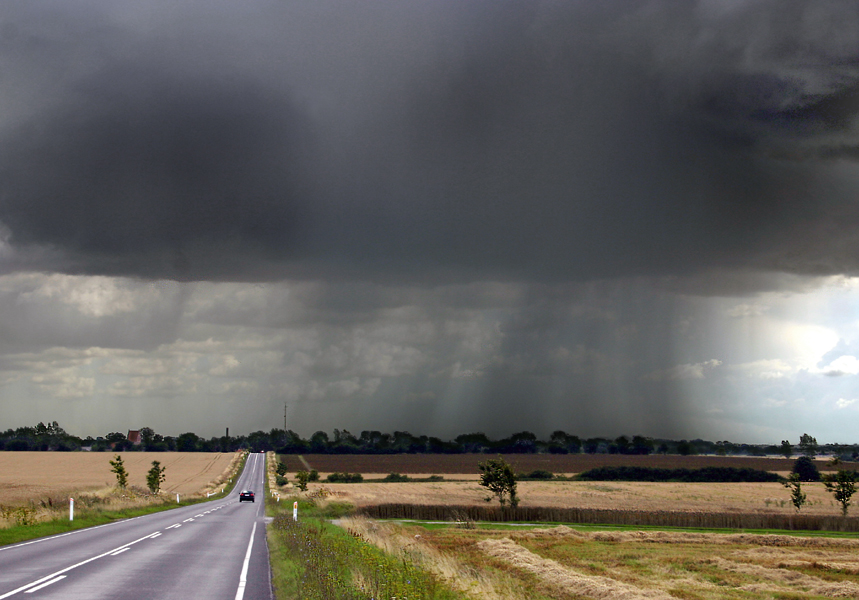
Deszcz

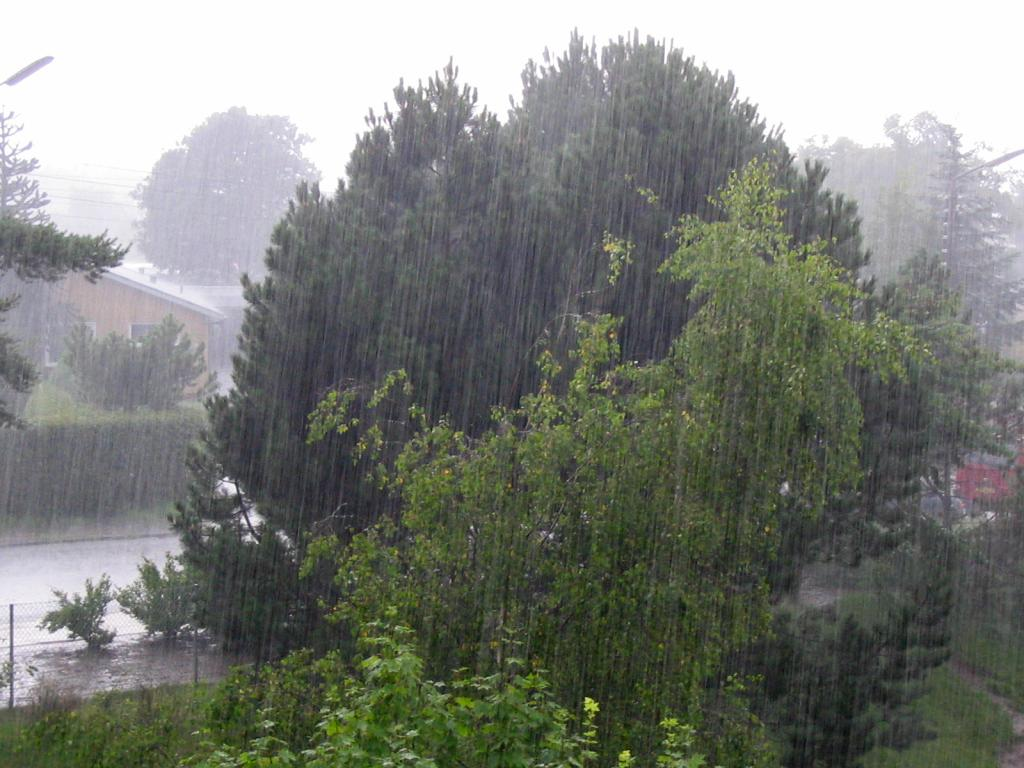
Deszcz

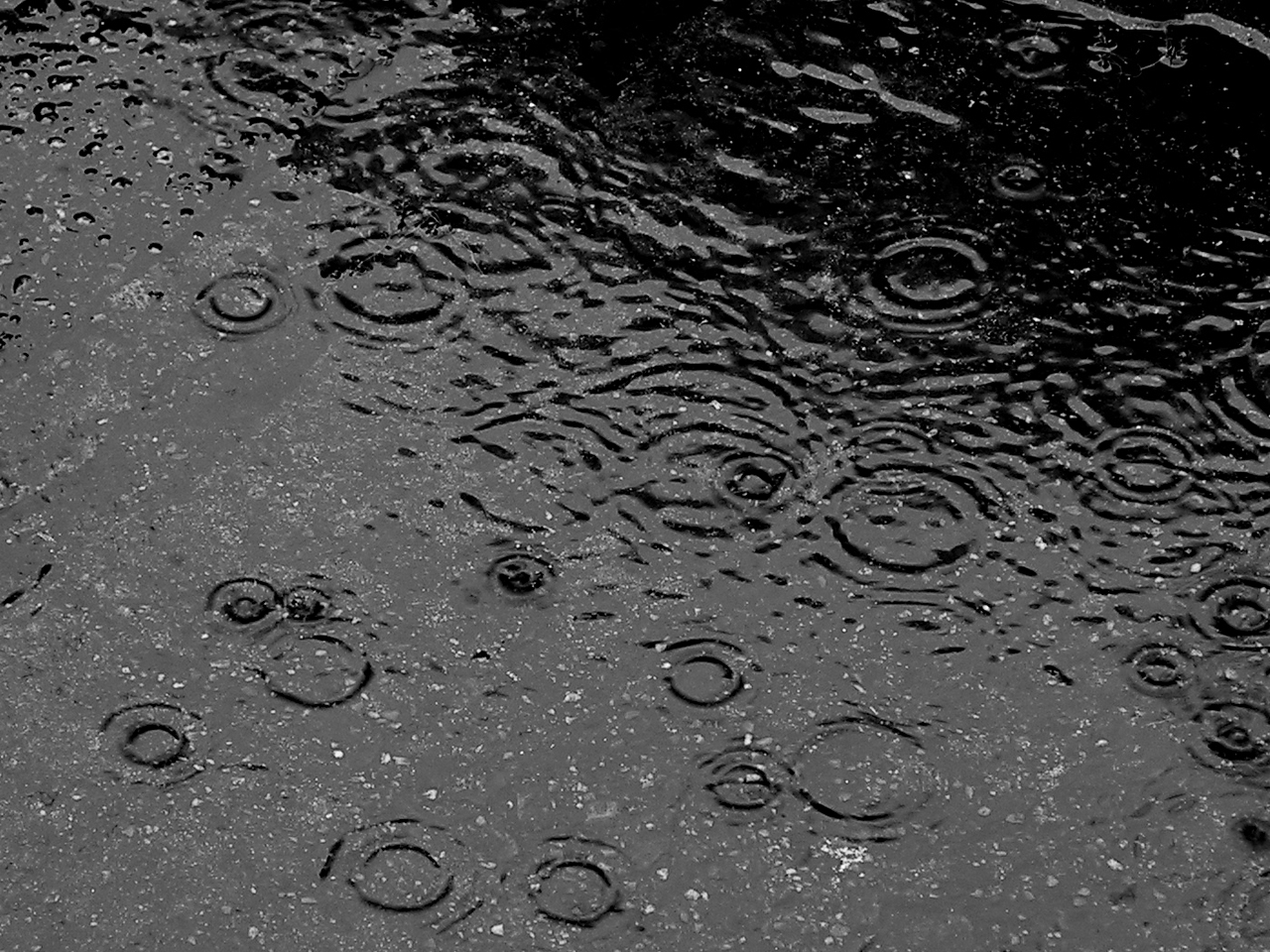
Koliste fale na wodzie wywołane kroplami deszczu

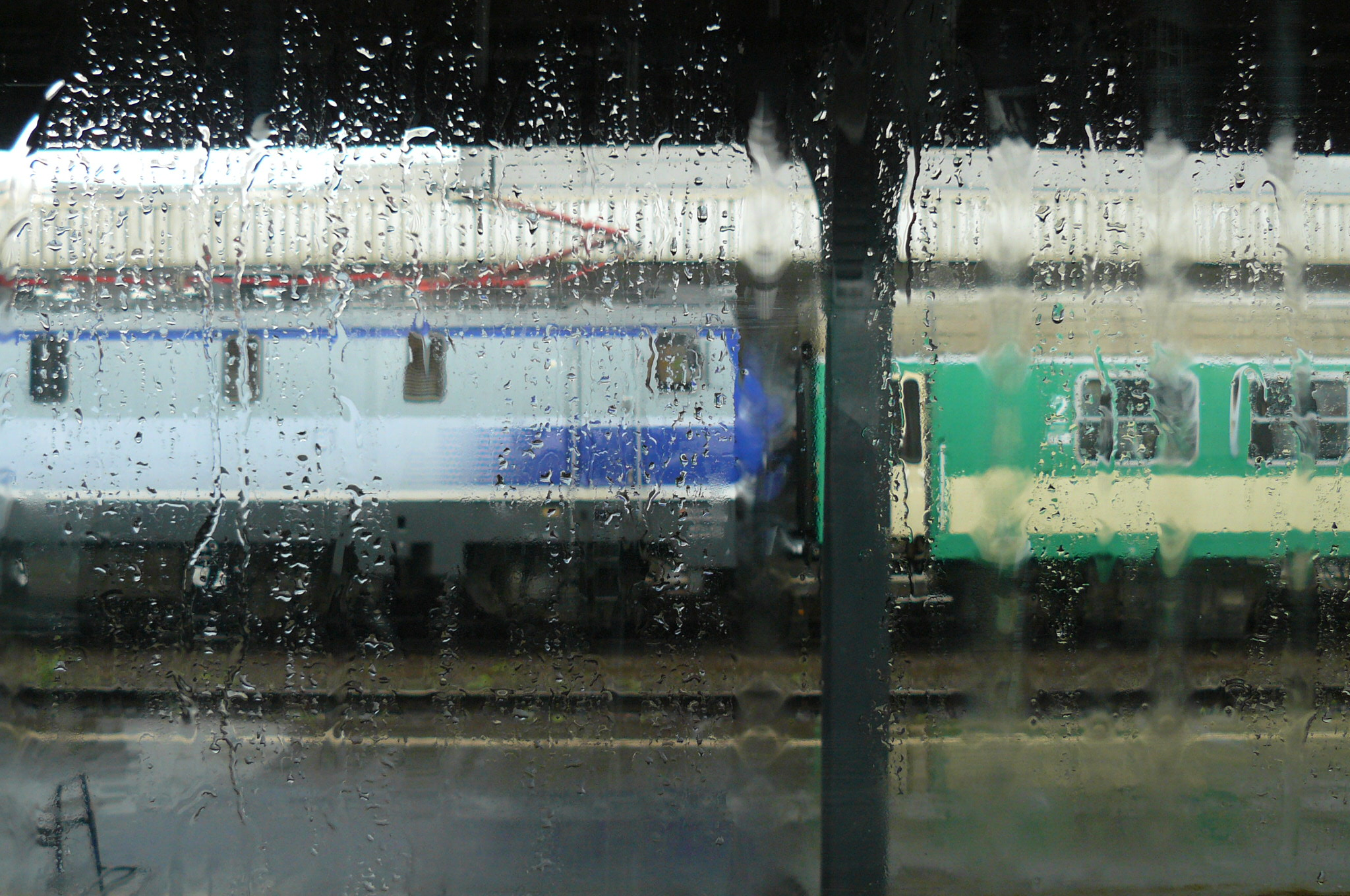
Krople deszczu spływające po szybie

Deszcz – opad atmosferyczny (hydrometeor), dosięgający powierzchni Ziemi w postaci kropel wody o średnicy większej od 0,5 mm. Gdy krople są mniejsze niż 0,5 mm, opad taki nazywa się mżawką. Opad niesięgający powierzchni Ziemi nazywa się virgą.
Duże krople wody (powyżej 8 mm) spadając ulegają rozpadowi. Deszcz może powstawać też z lodowych chmur wysokich, gdy opadające i ogrzane w pobliżu powierzchni Ziemi kryształy przekształcają się w krople wody, które mogą być wtedy duże lub małe w zależności od wilgotności względnej powietrza.
Intensywność deszczu klasyfikuje się jako: „lekki opad”, gdy spada nie więcej niż 2,5 mm wody na godzinę, „umiarkowany opad” – pomiędzy 2,5 a 7,5 mm wody na godzinę, „silny opad” – powyżej 7,5 mm wody na godzinę. 1 mm opadu to 1 litr wody na metr kwadratowy.

## Powstawanie deszczu
Deszcz powstaje w wyniku cyrkulacji atmosferycznej. Aby mógł powstać deszcz, najpierw muszą wytworzyć się odpowiednie ilości chmur. Proces rozpoczyna się od parowania wody z powierzchni Ziemi. Wraz z ciepłym powietrzem w atmosferze unosi się para wodna, która w wyniku spadku temperatury wraz z wysokością (około 0,6 °C na 100 m) ulega kondensacji, skraplając się lub krystalizując. Stałe formy opadu zmieniają się w ciekłe gdy znajdą się w temperaturze powyżej temperatury topnienia lodu. Aby opad mógł wystąpić, kropelki wody znajdujące się w chmurze muszą nabrać odpowiedniej masy (łącząc się ze sobą - Akrecja). Masa ta jest ważna z dwóch powodów. Po pierwsze w czasie opadania może wystąpić parowanie. Ponadto szybkość opadania kropli zależy od jej wielkości, a małe wolno opadające krople są niesione przez prądy powietrza i mogą unieść się wyniku działania prądów wstępujących.

## Opady deszczu na świecie
Zjawiska deszczu występują na większości obszarów Ziemi, wyjątek stanowią jedyne tereny gdzie panuje klimat polarny ze stałymi ujemnymi temperaturami. Opady deszczu są nierównomiernie rozłożone, czego przyczyną są głównie uwarunkowania cyrkulacji atmosferycznej (obieg wody) i cyrkulacja mas powietrza. Najmniejsze opady występują na pustyniach, stepach, w głębi lądu, gdzie dominują wyże baryczne, a obieg wody jest zaburzony. Największe opady występują w strefie równikowej, gdzie obieg wody jest ciągły, a obszar znajduje się w obrębie niżów.

## Sztuczny deszcz
Deszcz można wywołać sztucznie w następującym procesie: w okolicy wierzchołka chmury rozpyla się sztuczne jądra lodowe. Na ogół są to kryształki suchego lodu i jodku srebra. Pierwsza substancja wytwarza wokół siebie temperaturę do −78 °C, w której bardzo szybko powstaje duża ilość naturalnych kryształków lodowych. Z jodku srebra łatwo jest wywołać dym o bardzo drobnych cząsteczkach, które stają się jądrami krystalizacji. Tego typu opady należy wytwarzać najlepiej w temperaturze −10 °C. oraz przy stosunku jąder do kropli 1:1000. W innym wypadku deszcz może nie spaść w ogóle. Aby wytworzyć sztuczny opad, niezbędna jest wiedza na temat fizyki chmury (jej właściwości). Sztuczne opady nie są obfite i zwykle wynoszą do 10 mm i trwają do 15 minut.

## Określenia fachowe
- opad konwekcyjny
- opad wielkoskalowy
- kwaśny deszcz
- mżawka
- żółty deszcz – deszcz o kolorze unoszących się w powietrzu pyłków roślin, zwykle sosny.